# Natalla Safronnikawa
Natalla Wiaczasławauna Safronnikawa, biał. Наталля Вячаславаўна Сафроннікава (ur. 28 lutego 1973 w Wołkowysku) – białoruska lekkoatletka, sprinterka.
W 2001 została halową mistrzyni kraju w biegu na 60 metrów z najlepszym w sezonie wynikiem na świecie – 7,04 s. Pomiar czasu na tych zawodach nie spełniał jednak międzynarodowych standardów. Kilkanaście dni później odpadła w półfinale halowych mistrzostw świata na tym dystansie z rezultatem 7,28. To niepowodzenie powetowała sobie brązem na 200 metrów. Trzy lata później została mistrzynią świata w hali na tym dystansie (po dyskwalifikacji za doping, pierwszej na mecie, Rosjanki Kapaczinskiej).
W 2010 ogłosiła zakończenie międzynarodowej kariery sportowej.

## Rekordy życiowe
- bieg na 60 metrów (hala) – 7,04 (2001)[3]/7,10 (2003) rekord Białorusi
- bieg na 100 metrów – 11,05 (2003)
- bieg na 100 metrów (hala) – 11,34 (2001) rekord Białorusi
- bieg na 200 metrów – 22,68 (2001) rekord Białorusi
- bieg na 200 metrów (hala) – 22,91 (2003) rekord Białorusi